# The Sounds Around the House
The Sounds Around the House från 1983 är ett soloalbum med jazzpianisten Bobo Stenson

## Låtlista
1. Coming on the Bike (Bobo Stenson) – 4:59
2. Piece (Ornette Coleman) – 3:03
3. Reflections in D (Duke Ellington) – 4:30
4. The Sounds Around the House (Alec Wilder) – 2:40
5. Den förvånade dörrmattan (Bobo Stenson) – 4:00
6. Some Other Spring (Arthur Herzog Jr/IreneKitchings) – 2:12
7. Adagio con espressione (Börje Fredriksson) – 6:07
8. Melancholy (Duke Ellington) – 3:10
9. Mäster (Börje Fredriksson) – 4:10
10. Crepuscule with Nellie (Thelonious Monk) – 4:35

## Medverkande
- Bobo Stenson – piano